# Xenopsylla torta
Xenopsylla torta är en loppart som först beskrevs av Jordan et Rothschild 1908.  Xenopsylla torta ingår i släktet Xenopsylla och familjen husloppor. Inga underarter finns listade i Catalogue of Life.